# Mili (1975)
Mili ist ein Bollywoodfilm von Hrishikesh Mukherjee. Zuvor hat er bereits den erfolgreicheren Film Anand gedreht, der eine ähnliche Geschichte behandelt.

## Handlung
Mili ist eine junge Frau, die mit ihrer Fröhlichkeit die Menschen um sich herum ansteckt. Nur ihr neuer Nachbar Shekhar will von all dem nichts wissen. Er ist seit dem Tod seiner Mutter traumatisiert und verfällt dem Alkohol. Auch wenn Shekhars Nachbarn ihn ausgrenzen, versucht Mili, die Lebensfreude in Shekhar zu wecken.
Anfangs hält Shekhar nicht viel von ihren Freundlichkeiten, dennoch erwärmen sie bald sein kaltes Herz. Allerdings ahnt er nichts von Milis Schicksal, denn Mili ist schwer krank. Als er schließlich davon erfährt, hat er sich bereits in sie verliebt. Er spielt mit dem Gedanken, davonzulaufen, da er Mili nicht sterben sehen kann. Doch seine Liebe ist zu groß und so macht er ihr stattdessen einen Heiratsantrag. Nach der Hochzeit fliegen sie ins Ausland, um Mili dort behandeln zu lassen.

## Musik
| Songtitel               | Sänger/in       |
| ----------------------- | --------------- |
| Main Ne Kaha Pholoon Se | Lata Mangeshkar |
| Badi Sooni Sooni Hain   | Kishore Kumar   |
| Aaye Tum Yaad Mujhe     | Kishore Kumar   |

Während der Arbeiten an dem Song Badi Sooni Sooni Hain fiel der Musikkomponist S. D. Burman ins Koma.

## Kritik
Das zeichnete Mukherjees 70er-Filme immer aus: halb Kunst-, halb Mainstream-Kino - und "Mili" ist dafür ein gelungenes Beispiel. (von molodezhnaja.ch)

## Auszeichnungen
Filmfare Award 1976
Nominierungen:
- Filmfare Award/Beste Hauptdarstellerin an Jaya Bachchan